# Cellana

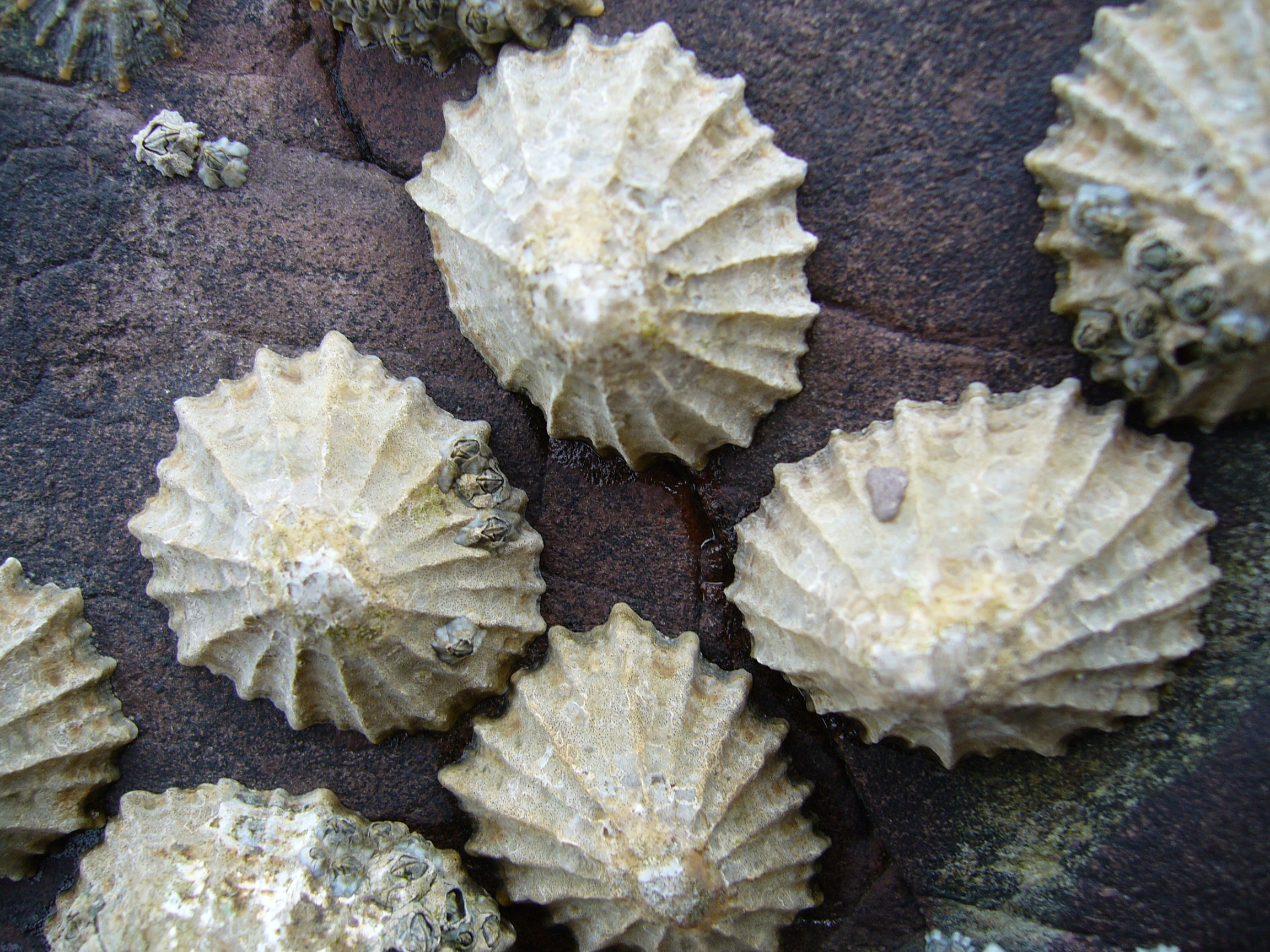
Ốc vú nàng thuộc họ Patellidae

Cellana là một chi nhuyễn thể, thuộc họ Patellidae, lớp chân bụng (Gastropoda) và động vật thân mềm (Mollusca). Tại Việt Nam, một số loài được gọi bằng tên thông dụng là ốc vú nàng. Ốc vú nàng là một loại đặc sản biển quý hiếm, có hình chóp lệch, trên đỉnh có một cái núm nhỏ, vỏ ngoài màu đen xám, mặt trong lấp lánh xà cừ. Thông thường mỗi con ốc vú nàng chỉ to bằng ba ngón tay người lớn, nhưng ốc vú nàng Côn Đảo có con to gần bằng bàn tay. Con ốc vú nàng càng lớn, vỏ có màu hồng càng đậm. Nếu dùng cát xát vào vỏ ốc thì con ốc ánh lên một màu hồng sáng và lấp lánh ánh nhũ.

## Phân bố
Chi này phân bố trong các vùng biển Ấn Độ Dương-Thái Bình Dương nhiệt đới và ôn đới, Hawaii và xung quanh Úc và New Zealand. Nó cũng được tìm thấy ở Nhật Bản, biển Đỏ, Mauritius, Madagascar, và Nam Phi và các đảo cận Nam Cực. Loài Cellana radiata phân bố phổ biến nhất.
Theo các nhà khoa học, tại Việt Nam, vú nàng phân bố ở các vùng biển từ miền Trung trở vào và đặc biệt có mặt rất nhiều ở Côn Đảo. Hiện Côn Đảo có ít nhất 3 loài vú nàng phân bố. Đó là các loài: Cellana nigrolineata, Patella ulyssiponensis và loài Cellana testudinaria. Ốc Vú nàng còn có mặt ở cù lao Chàm (Hội An, Quảng Nam) và Đại Lãnh (Khánh Hòa).

## Các món ăn từ ốc vú nàng
Ốc vú nàng thơm ngon khi luộc, nướng hoặc làm món trộn, làm gỏi. Luộc được coi là món thông dụng nhất vì dễ làm và giữ nguyên hương vị đặc trưng của ốc vú nàng. Sau khi luộc, chỉ cần chấm ốc với muối tiêu chanh. Món ăn này giòn giòn, ngọt ngọt, không quá béo như thịt, không quá dai như sò, ngao, không nhỏ như hàu.
Món trộn và gỏi tại Côn Đảo cũng được chế biến rất đơn giản nhằm giữ lại vị tươi ngon: thịt ốc được thái mỏng theo chiều dọc sau khi đã luộc chín rồi trộn đều với chanh, ớt. Khi đó, ốc vú nàng săn giòn và thơm. Món gỏi ốc còn có thêm hương vị đậm đà của thịt ốc trộn với thịt ba chỉ thái nhỏ, rau răm, rau húng, đậu phộng rang, chanh tươi, ớt và nước mắm. Món gỏi ốc ăn với bánh đa nướng, chấm với nước mắm gừng khiến người thưởng thức khó quên.
Ốc vú nàng ngon nhất vẫn là nướng trên lò than đước. Nếu ra Côn Đảo vào vụ ốc vú nàng bội thu - chủ yếu tập trung từ tháng 6 đến tháng 9, vào những đêm trăng tròn - du khách còn có thể được ngư dân đãi món ốc vú nàng xào ăn với cơm trong bữa ăn cùng gia đình.

## Nguy cơ tuyệt chủng
Vì sự săn bắt quá nhiều nên ốc vú nàng có nguy cơ tuyệt chủng. Theo Tiến sĩ Võ Sĩ Tuấn (Viện phó Viện Hải Dương học Nha Trang: "Tại vùng biển Khánh Hòa, ốc vú nàng cũng như nhiều loài hải sản đặc hữu của vịnh Nha Trang bị biến mất trong suốt 10 năm qua, trong đó có ốc đụn, trai tai tượng, ốc tù và...".

## Hình ảnh

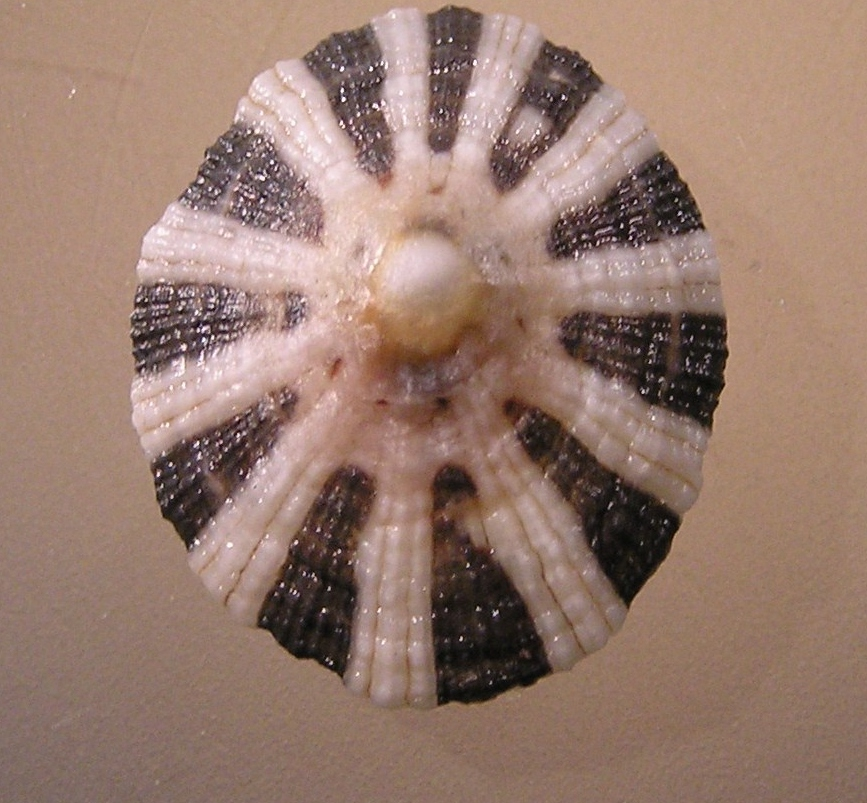
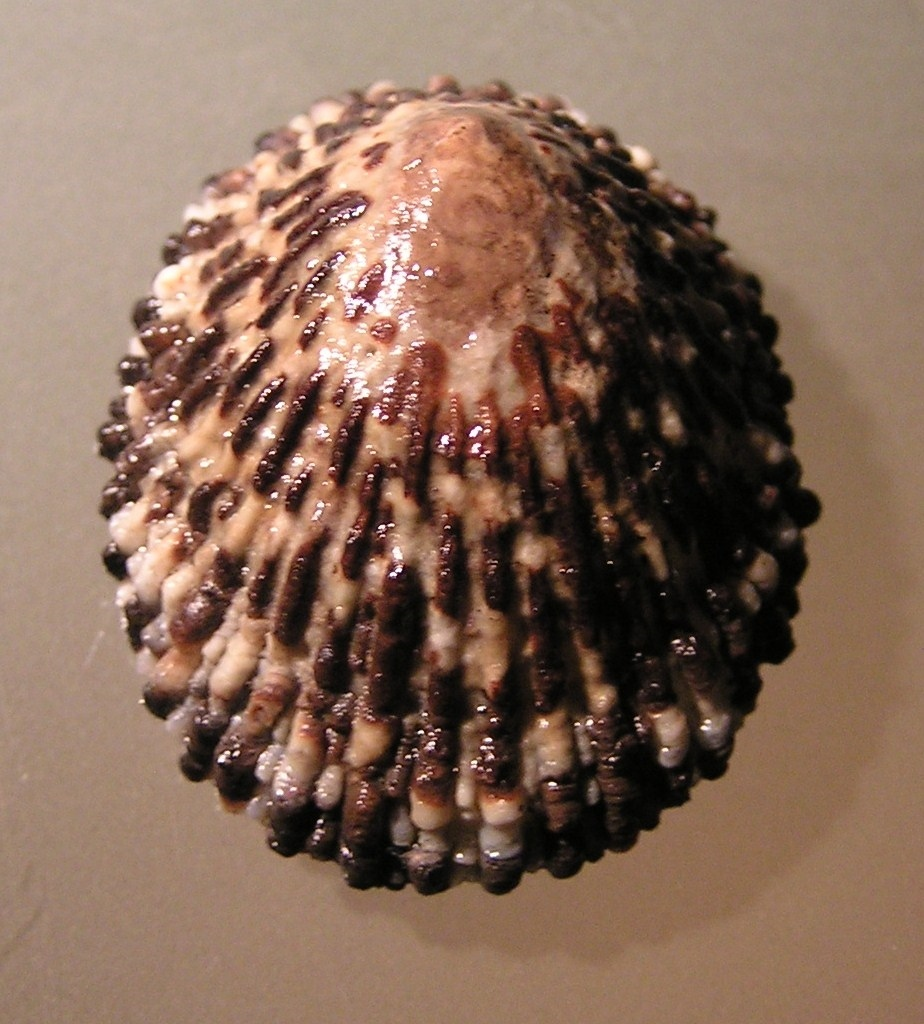
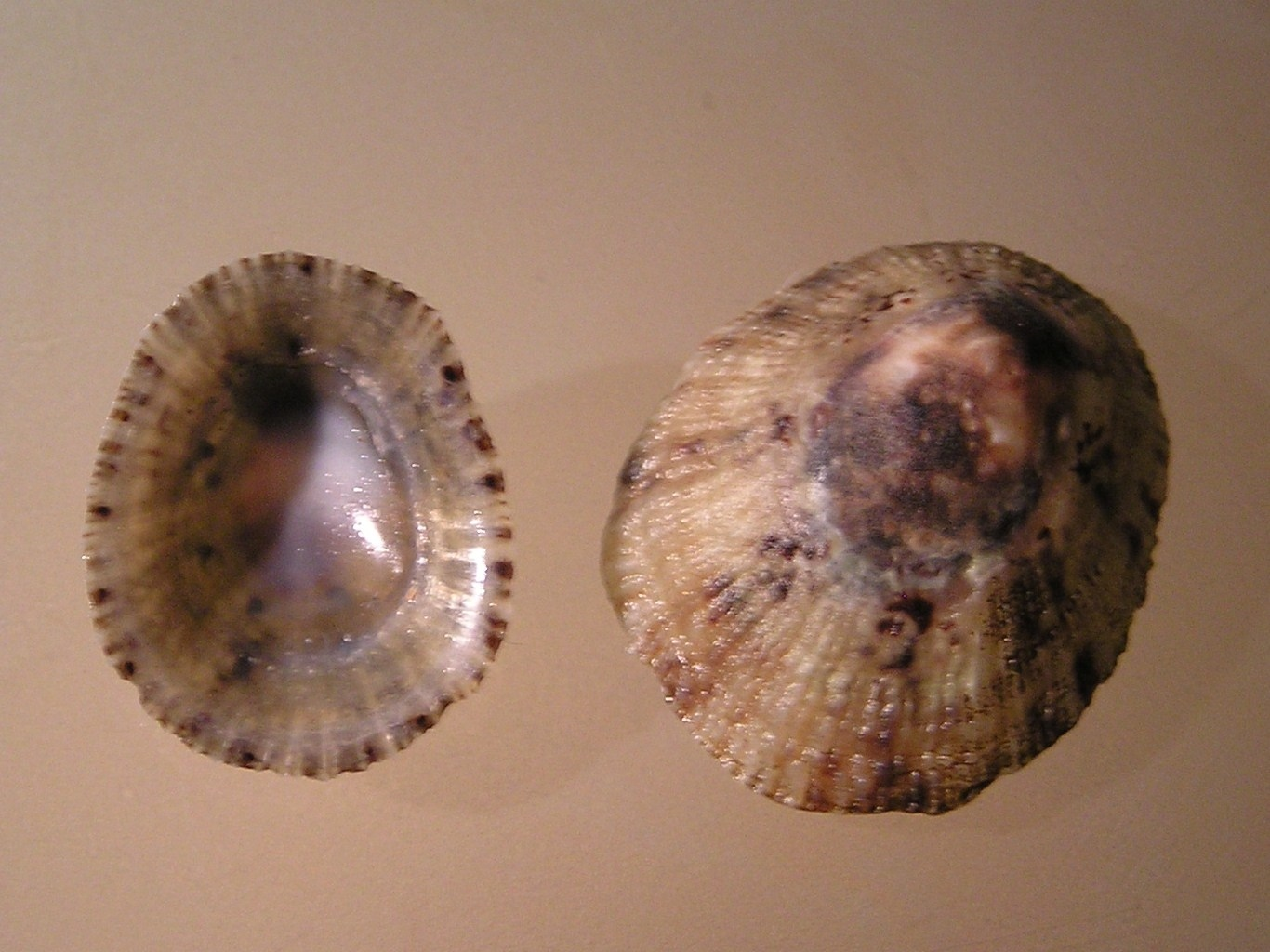
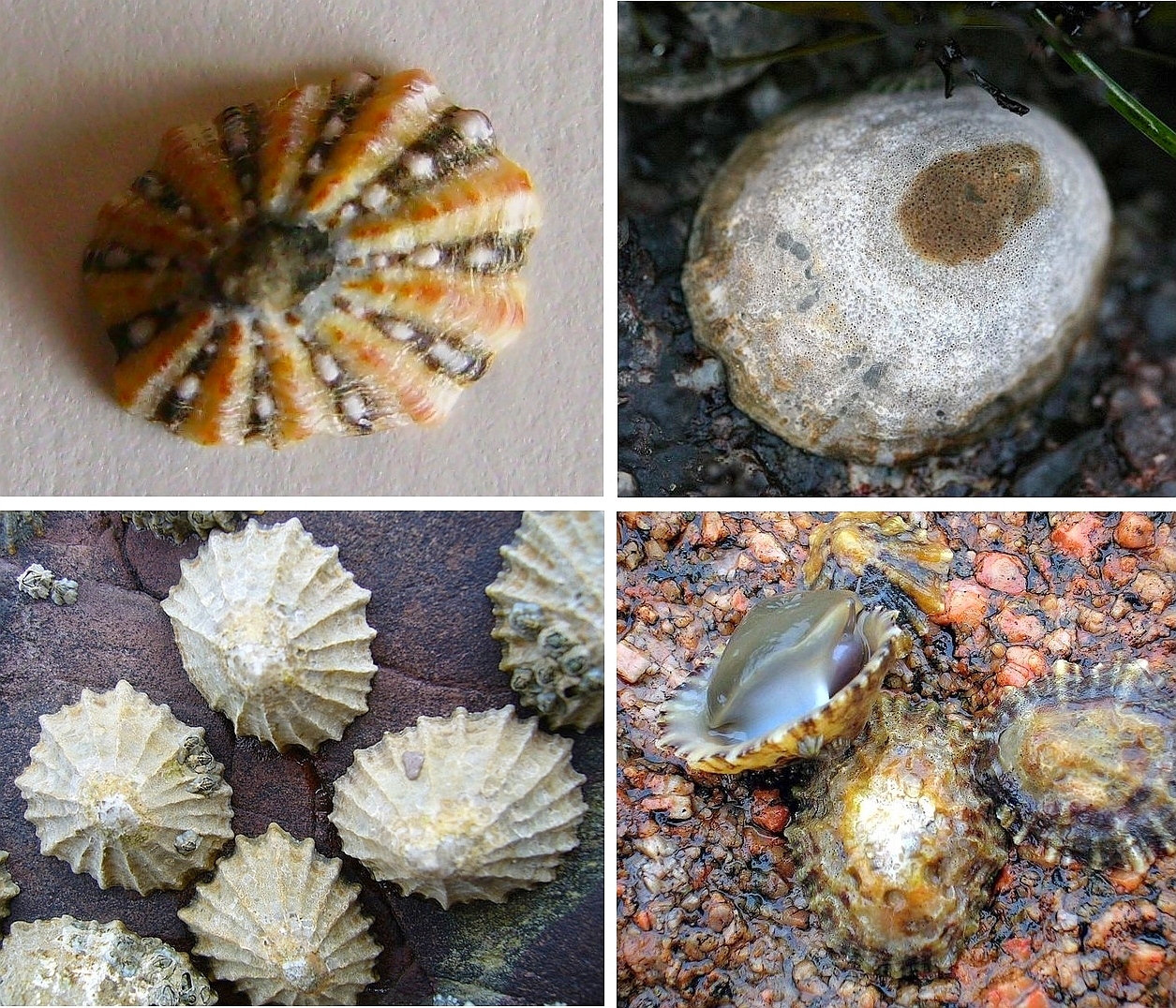